# Fondos Marinos Levante Almeriense
Fondos Marinos Levante Almeriense este o arie protejată (arie specială de conservare — SAC, sit de importanță comunitară — SCI) din Spania întinsă pe o suprafață de 10.692,22 ha, integral marine.

## Localizare
Centrul sitului Fondos Marinos Levante Almeriense este situat la coordonatele 37°13′02″N 1°46′30″W / 37.2173°N 1.7751°V.

## Înființare
Situl Fondos Marinos Levante Almeriense a fost declarat sit de importanță comunitară în decembrie 1997 pentru a proteja . Situl a fost protejat și ca arie specială de conservare în august 2016.

## Biodiversitate
Situată în ecoregiunile marină mediteraneană și mediteraneană, aria protejată conține 4 habitate naturale: Straturi cu Posidonia (Posidonion oceanicae), Peșteri marine scufundate complet sau parțial, Bancuri de nisip acoperite în permanență slab de apă marină, Recifuri.
La baza desemnării sitului se află un număr nedeclarat de specii protejate:
Pe lângă speciile protejate, pe teritoriul sitului au mai fost identificate 11 specii de nevertebrate.